# کارلا کوتو
کارلا کوتو (انگلیسی: Carla Couto؛ زادهٔ ۱۲ آوریل ۱۹۷۴) بازیکن فوتبال اهل پرتغال است.
از باشگاه‌هایی که در آن بازی کرده‌است می‌توان به باشگاه فوتبال اسپورتینگ پرتغال، تیم ملی فوتبال زنان پرتغال و باشگاه فوتبال لاتزیو اشاره کرد.